# Gran sello del estado de Connecticut
El gran sello del estado de Connecticut es el escudo de armas del estado estadounidense de Connecticut. En este se muestran tres vides y una cinta al pie con el lema del estado en latín: Qui Transtulit sustinet (El que nos trasplantó nos sostiene).

## Historia
El primer sello de Connecticut, fue traído de Inglaterra por el Coronel George Fenwick en 1639. Era el sello de la Colonia Saybrook y fue entregado a la Colonia de Connecticut en la época en que compró la tierra y el fuerte de Saybrook Point del coronel Fenwick en 1644. El sello fue utilizado por el Tribunal General (Asamblea General) a partir de ese momento, pero no hay constancia clara de que tenía la custodia del sello. El 9 de octubre de 1662 La Asamblea declaró formalmente que el sello será conservado por el Secretario de la Colonia y utilizado como sello de la Colonia en ocasiones necesarias. Se mantuvo el sello de la colonia hasta octubre de 1687, cuando Sir Edmund Andros tomó el control del gobierno de la colonia, el sello desapareció. 
El 25 de octubre de 1711 una reunión del Gobernador y del Consejo (Cámara Alta de la Asamblea) resolvió que "un nuevo sello se hará y el corte de la junta de esta Colonia, aptos para el precinto a obleas, y que una prensa de contar con los accesorios necesarios, para ello, tan pronto como sea posible, a costa y cargo de esta colonia, se mantendrá en la secretaría". El nuevo sello de menos elaborada decoración fue mayor en tamaño y más de forma ovalada que el original. Las palabras del lema sigue siendo el mismo, pero el número de viñedos se redujo a tres y la leyenda Sigillum Coloniae Connecticutensis( "Sello de la Colonia de Connecticut") se añade el borde del sello. Las tres cepas puede haber sido la intención de representar a las tres colonias: Colonia Nueva Haven, Colonia Saybrook y Colonia Connecticut. 
Después de la conclusión de la Guerra de la Independencia, la inscripción en el sello colonial ya no era apropiado. Por lo tanto, en mayo de 1784, la Asamblea General encomendó al Secretario de modificar la inscripción a SIGILL. REIP. CONNECTICUTENSIS. Sin embargo, cuando se preparó una nueva versión de la junta, la inscripción de las palabras escritas de salida:Sigillum reipublicae Connecticutensis ("Sello del Estado de Connecticut"). No ha habido ninguna alteración posterior al sello oficial del estado. En 1931, la Asamblea General exige que todas las representaciones del sello del Estado conforme a la descripción en el capítulo 54 de las Actas Públicas de ese año. Esta legislación también prohíbe la reproducción del sello, salvo por o bajo la dirección del Secretario del Estado. Es el único estado con un sello no circular de los cincuenta estados, y si se le agregan los territorios es junto con el Sello de Guam, no circular.

## Lema
Sustinet Qui transtulit (latín "El que nos trasplantó nos sostiene", también "El que mantiene todavía trasplantados" o "el que continúa trasplantado a mantener") es el lema del estado de Connecticut representado en una cinta azul por debajo de la vid.

## Historia del lema

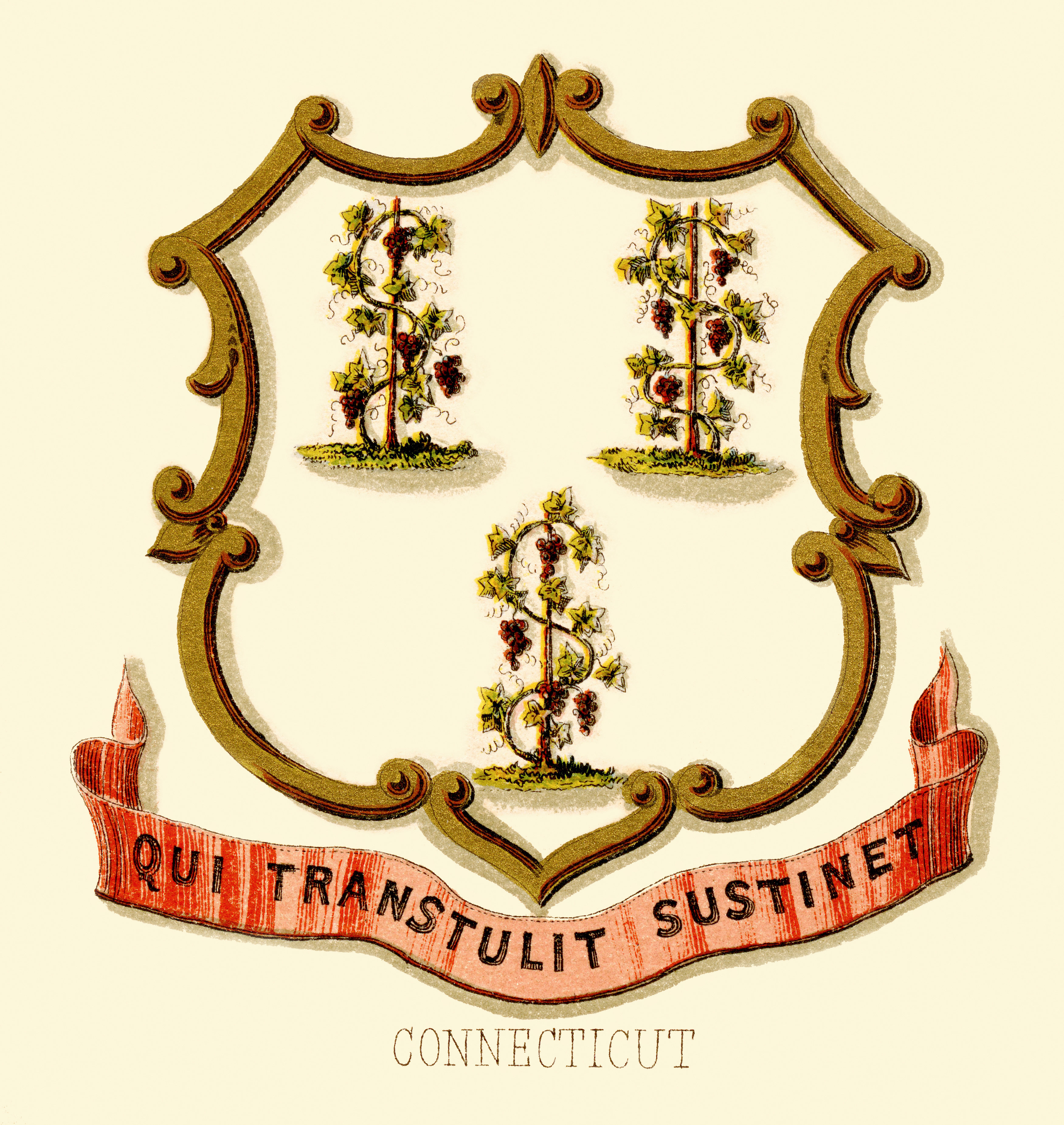
Escudo de armas del estado de Connecticut (ilustrado, 1876)

El lema actual parece un poco diferente de la 1639 la versión (CFsustinet qui transtulit). Fue visto por primera vez en las colonias en 1639 en un sello traído de Inglaterra por el Coronel George Fenwick. El significado del lema se explica en 23 de abril de 1775 en una carta sellada en Wethersfield, Connecticut: "Fijamos en nuestras normas y Tambores de la Colonia de armas, con el lema, Qui Transtulit sustinet, redondo en letras de oro, que interpretamos de esta manera: Dios, que nos trasplantados acá, nos apoye ". 
Sin embargo, esta explicación para el origen del lema es cuestionable. En 1889, Bibliotecario del Estado Charles J. Hoadly publicó un artículo, "El sello público de Connecticut" indica que el 80 Salmo como una posible fuente. El artículo declaró: 

"Las viñas [sobre el sello del Estado] simbolizan la Colonia traído y plantado en el desierto. Leemos en el 80 º Salmo:« Tú has traído una vid de Egipto: Tú has emitidos por los paganos, y la plantó "-- en latín, 'Vineam de Aegypto transtulisti, ejicisti gentes et plantasti EAM ", y el lema expresa nuestra creencia de que el que trajeron la vid sigue cuidando de él -sustinet Qui transtulit".

## Vid
La vid se dice que representan más concretamente a las primeras ciudades o de las primeras colonias individuales. Algunas versiones del siglo XIX del Gran Sello de Connecticut muestran varias viñas. La mejor respuesta hoy es que las viñas deben tomarse para representar las tres colonias originales de Connecticut: (Hartford), Quinnipiac (Nueva Haven) y Saybrook, aunque también puede representar a los tres primeros asentamientos de la colonia de Connecticut adecuada  Windsor, Hartford, y Wethersfield, en Nueva Haven y Saybrook fueron adiciones reacios a Connecticut.

## Sello del Gobernador
También hay un sello del gobernador de Connecticut. A diferencia del Sello Estatal sin embargo, se utiliza el escudo de armas de Connecticut como su motivo central.

Sello del Gobernador de Connecticut
Sello del Vicegobernador de Connecticut
Sello del Senado Estatal de Connecticut
Sello del Departamento de Transporte de Connecticut